# آلبرت اوانز (بازیکن فوتبال، زاده ۱۹۰۱)
آلبرت اوانز (انگلیسی: Albert Evans؛ ۱۷ اکتبر ۱۹۰۱ – ۱۹۶۹ (۶۷−۶۸ سال)) بازیکن فوتبال اهل بریتانیا بود.
از باشگاه‌هایی که در آن بازی کرده‌است می‌توان به باشگاه فوتبال ووکینگ، باشگاه فوتبال گرنثم تاون، و باشگاه فوتبال تاتنهام هاتسپر اشاره کرد.